# Charles-Théodore en Bavière
Pour les articles homonymes, voir Charles-Théodore de Bavière.
Charles Théodore, duc en Bavière (né le 9 août 1839 à Possenhofen, mort le 30 novembre 1909 à Kreuth), fils cadet du duc Maximilien en Bavière et de la duchesse née Ludovica de Bavière, est un frère de l'impératrice Élisabeth d'Autriche, de la reine Marie des Deux-Siciles et de la duchesse d'Alençon.

## Biographie

### Famille

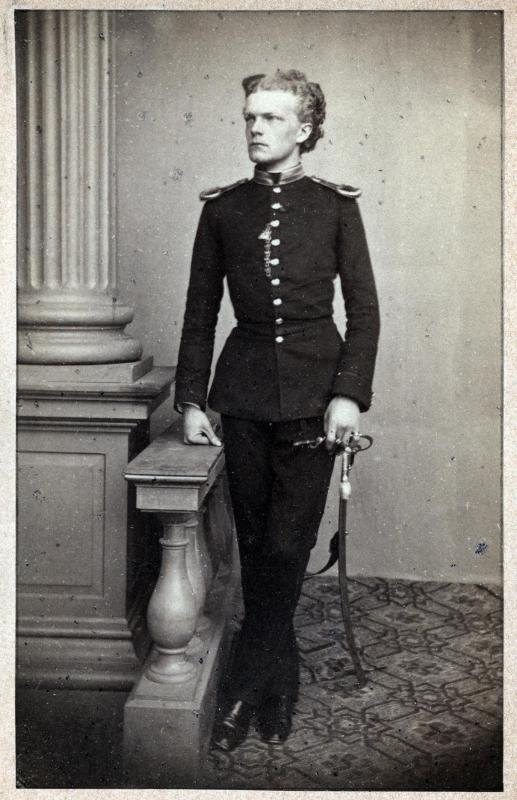
Charles Théodore, élève officier.

Enfant favori de sa mère et frère préféré de ses sœurs, Charles Théodore est surnommé « Gackel », ce qui signifie « petit coq ». Il est le cinquième enfant d'une fratrie de dix (dont deux sont morts en bas âge). Ses sœurs les plus connues sont : l'impératrice Élisabeth d'Autriche, la reine Marie des Deux-Siciles et la duchesse d'Alençon. Il est l'un des rares amis d'enfance du futur Louis II (de six ans son cadet).
Il devient l'héritier des ducs en Bavière quand son frère aîné Louis-Guillaume contracte une union morganatique avec Henriette Mendel, une actrice, en 1859.
Membre de la maison de Wittelsbach, il intègre dès l'âge de 14 ans l'armée bavaroise afin de devenir officier de cavalerie puis étudie à l'université le droit, la philosophie et l'économie. En novembre 1856, il effectue un long voyage en Italie. À Venise, il revoit sa sœur l'impératrice Élisabeth, puis son périple le conduit à Vérone, Gênes, Livourne, Florence et Pise avant de rentrer à Munich, le 30 janvier 1857. Il gravit progressivement les grades dans l'armée bavaroise : canonnier dans le 3e régiment d'artillerie de campagne royal bavarois (de) en 1857, puis  Rittmeister au 1er régiment de cavaliers lourds (de) où il devient chef d'escadron en 1864. Il sert contre la Prusse en 1866 et contre la France en 1870.

### Mariages et descendance
Le 11 février 1865, il épouse à Dresde, sa cousine la princesse Sophie de Saxe (Dresde 15 mars 1845 - Munich 9 mars 1867), fille du roi Jean Ier de Saxe et de la duchesse Amélie de Bavière. De cette union naît une fille :
- Amélie Marie en Bavière (Munich 24 décembre 1865 - Stuttgart 26 mai 1912), qui épouse le 4 juillet 1892 à Tegernsee Guillaume d'Urach, 2e duc d'Urach et comte de Wurtemberg (Monaco 3 mars 1864 - Rapallo 24 mars 1928), aîné d'une branche morganatique de la famille de Wurtemberg[5].

La mort de sa jeune épouse en 1867, à peine deux ans après leur mariage, affecte profondément le jeune duc qui n'a que 27 ans. De même, les guerres qu'il a dû mener l'ont rendu témoin des atrocités humaines. En 1872, au grand dam de sa famille, il démissionne de l'armée et entame des études de médecine.
En 1873, après un veuvage de six ans, Charles Théodore songe à se remarier et se rend, à cet effet au château de Bronnbach à Wertheim, où résident la duchesse douairière de Bragance Adélaïde de Löwenstein-Wertheim-Rosenberg, et sa famille. Veuve du roi détrôné Michel Ier de Portugal, la duchesse de Bragance est proche des grandes Maisons catholiques et a fort avantageusement marié ses filles aînées : la première a épousé le prétendant carliste, la seconde, l'archiduc Charles-Louis, frère de l'empereur. Les quatre cadettes ne sont pas encore mariées. Après un refus initial, l'aînée d'entre elles, Marie-Josèphe de Bragance, âgée de 16 ans, accepte finalement le 14 mai 1873 la proposition du duc. Charles Théodore épouse donc, à la chapelle du château de Kleinheubach, le 29 avril 1874, Maria Josepha du Portugal, Infante du Portugal et princesse de Bragance (Wertheim 19 mars 1857 - Vienne 11 mars 1943).
De cette union naissent :

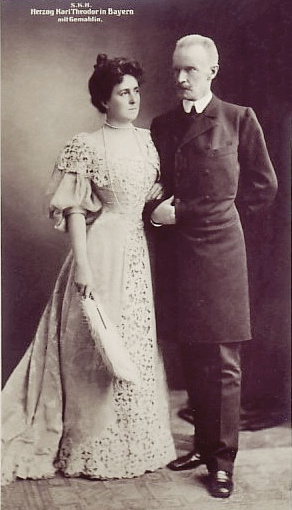
Le duc et la duchesse en Bavière en 1890, quelques années avant la fondation de la clinique qui porte leur nom.

- Sophie Adélaïde en Bavière (née le 22 février 1875 à Possenhofen, et morte le 4 septembre 1957 au château de Seefeld, Bad-Kreuth), qui épouse à Munich, le 26 juillet 1898 Hans Veit zu Toerring-Jettenbach (Augsbourg 7 avril 1862 - Munich 29 octobre 1929), dont postérité ;

- Élisabeth (née le 25 juillet 1876 à Possenhofen en Bavière et morte le 23 novembre 1965 à Laeken (Bruxelles, Belgique), qui épouse à Munich, le 2 octobre 1900 le prince Albert de Belgique (Albert Ier de Belgique) (né à Bruxelles le 8 avril 1875 et mort dans un accident d'escalade à Marche-les-Dames le 17 février 1934), et devient reine des Belges en 1909, dont postérité ;

- Marie-Gabrielle (née le 9 octobre 1878 à l'abbaye de Tegernsee (Royaume de Bavière), et morte le 24 octobre 1912, à Sorrente (Italie), elle épouse à Munich, le 10 juillet 1900 le prince Rupprecht de Bavière (né le 18 mai 1869 à Munich (Bavière) et mort le 2 août 1955 au château de Leutstetten, près de Starnberg, fils aîné du futur roi Louis III), dont postérité ;

- Louis-Guillaume (né le 17 janvier 1884 à l'abbaye de Tegernsee, en Bavière, et mort le 5 novembre 1968, à Wildbad Kreuth, en Allemagne), qui épouse à Kreuth, le 19 mars 1917 la princesse Éléonore zu Sayn-Wittgenstein-Berlebourg (née à Munich le 13 avril 1880 et morte à Wildbad Kreuth, le 20 février 1965). Sans enfants et veuf, Louis Guillaume adopte son petit-neveu Max Emmanuel, prince en Bavière ;

- François-Joseph (né le 23 mars 1888 à Tegernsee, et mort le 23 septembre 1912 à Munich), sans postérité légitime.

### Prince et ophtalmologue
Profondément marqué par la mort prématurée de sa première épouse en 1867 et les guerres qu'il avait dû mener, il quitte l'armée au grand dam de sa famille et entreprend des études de médecine en 1872. Membre de l'académie des sciences en 1875, il obtient son diplôme en 1880 puis, fort du soutien de ses professeurs d'université, devient un ophtalmologiste de renom, spécialisé dans le traitement de la cataracte. Avec sa seconde épouse comme assistante, il fonde en 1895 un hôpital où il soigne gratuitement les personnes démunies.
Il a pour aumônier le père Georg Ratzinger (grand-oncle du pape Benoît XVI).
Très proche de ses sœurs et notamment de l'impératrice d'Autriche et de la princesse de Tours et Taxis, il soutient, comme il peut, sa cadette, la duchesse d'Alençon lors de son séjour à l'hôpital du docteur Richard von Krafft-Ebing à Graz pour « troubles nerveux ». Lucide mais non dénué d'humour, il prétendait « nous avons tous un grain dans la famille ! ».
La clinique ophtalmologique de la Nymphenburger Straße de Munich porte son nom. Elle est léguée en 1909 à la mort du duc, à son épouse qui le secondait.

### Mort et funérailles
Charles Théodore en Bavière, dont la santé était devenue fragile, meurt, des suites d'une pleurésie, à Kreuth, le 30 novembre 1909, à l'âge de 70 ans. Avant sa mise en bière, le lendemain, un service funèbre intime est prononcé en la seule présence des enfants du défunt et de quelques proches de la famille. Son corps est transporté à Tegernsee le surlendemain et déposé dans la grande salle de marbre. Il est inhumé, le 3 décembre suivant, sans solennités, selon ses souhaits, et donc en l'absence du prince-régent Luitpold qui avait toutefois fait prononcer un Requiem, en l'église Saint-Quirin (de) de l'abbaye de Tegernsee,. Son fils Louis Guillaume lui succède en qualité de chef de la maison ducale en Bavière.

## Honneurs
- Chevalier de l'ordre de Saint-Hubert (Bavière) ;
- Croix d'honneur de l'ordre de Louis (Bavière) ;
- Chevalier de l'ordre de la Fidélité (Bade) (1882) ;
- Chevalier de l'ordre de Berthold Ier (Bade) (1882) ;
- 986e chevalier de l'ordre de la Toison d'or d'Autriche (1862) ;
- Grand cordon de l’ordre de Léopold (Belgique) (1900) ;
- Grand-croix de l'ordre d'Henri le Lion (duché de Brunswick) ;
- Grand-croix de l'ordre de Louis Ier de Hesse (18 janvier 1861) ;
- Chevalier de l'ordre de l'Aigle noir (Prusse) (9 septembre 1891) ;
- Grand commandeur de l'ordre royal de la Maison de Hohenzollern ;
- Chevalier de l'ordre de la Couronne de Rue (Saxe) (1864) ;
- Chevalier de l'ordre militaire de Saint-Henri (Saxe) (1870) ;
- Grand-croix de l'ordre de la Couronne de Wurtemberg (1892) ;
- Grand-croix avec couronne de chêne de l'ordre de la Couronne de Wende (Mecklembourg) ;
- Grand-croix de l'ordre de Saint-Charles (Monaco) (4 novembre 1897) ;
- Grand cordon de l'ordre husseinite de Tunisie.